# Zone frontière
Pour l’article homonyme, voir Zone frontière (film).
Zone frontière est une bande dessinée de la série Jeremiah de Hermann parue en 1996.

## Synopsis
Toujours en quête de son amour disparue, Lena, Jeremiah et Kurdy font une étourdissante découverte près des territoires indiens. Nos deux compagnons retrouvent Lena qui se fait passer pour Geraldine, hôtesse de bar.
Entre la mort assurée pour tous ceux qui approchent de la découverte et la féroce attitude de Lena, Kurdy et Jeremiah ont fort à faire pour se sortir de cette ville.